# Odo van Châteauroux

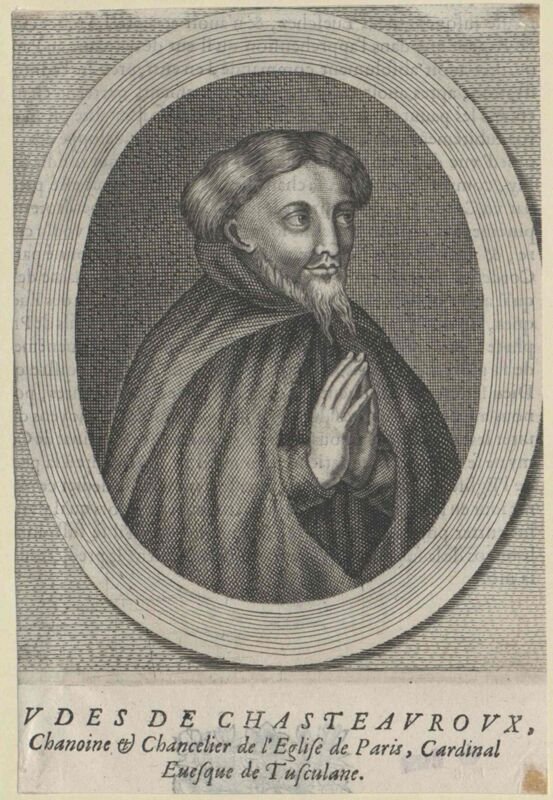
Odo van Châteauroux

Odo van Châteauroux (geboren ca. 1190, Châteauroux - Orvieto, 25 januari 1273) was een Franse theoloog en scholastische filosoof, pauselijk legaat en kardinaal. Hij was "een ervaren predikant en promotor van kruistochten". Meer dan 1000 van zijn preken zijn bewaard gebleven.

## Voetnoten
1. ↑  Odo van Tusculum, Odon de Tusculum, Otho de Tusculum, Odo de Châteauroux, Odon de Châteauroux, Eudes de Châteauroux, Odo de Castroradulpho, Odo de Castro Radulphi, Odo Gallus, Ottone, de Castro Rodolfi, Oddone di Castro Radulfi, Ottone de Castel Ridolfi, Ottone di Tuscolo.
2. ↑   Preken van Odo van Châteauroux.

- Bibliothèque nationale de France: cb12544690j (data)
- Gemeinsame Normdatei: 119453568
- International Standard Name Identifier: 0000 0000 6674 6279
- Library of Congress Control Number: n81116311
- Nationale bibliotheek van Australië: 36331967
- Nationale Bibliotheek van Israël: 987007306079105171
- Nederlandse Thesaurus van Auteursnamen: 287750698
- Istituto Centrale per il Catalogo Unico: AQ1V006424
- Système universitaire de documentation: 034722645
- Trove: 1247428
- Virtual International Authority File: 3281001
- WorldCat: E39PBJbMdj7X8jx3Jv7KVCpByd